# Bílý Beránek (Stodůlky)
Bílý Beránek (Zum Weissen Lamm, původně U bílé ovce) byl zájezdní hostinec z roku 1740 u říšské (plzeňské, norimberské) silnice (dnes ulice Plzeňská) proti odbočení lipské či slánské silnice (dnes ulice Slánská), u odbočení dnešní Jeremiášovy ulice ve Stodůlkách, nedaleko západně od dvora Háje a kaple Nalezení svatého Kříže. Od roku 1974 do roku 1983 byl zapsán jako kulturní památka, roku 1985 byl zbořen.

## Historie
Ruzyňský rychtář Vavřinec Kubr hostinskou usedlost s polnostmi, loukami, zahradami a rybníčkem u nově vyměřené silnice z Prahy založil a na vlastní náklady postavil na vrchnostenském pozemku na zeleném drnu v letech 1738–1740. Název získal hostinec podle chovu ovcí, který byl tehdy ve Stodůlkách rozšířen. Ve zprávě z roku 1740 (tedy rok před bavorsko-francouzskou okupací Prahy) mu nejvyšší purkrabí Jan Arnošt Staffgotsch potvrdil hospodu U bílé ovce jako dědičnou držbu.
Roku 1840 za vlastníka Karla Kubra hostinec vyhořel. Budovu s pozemky majitel prodal svému synovci Matěji Kubrovi, který hostinec obnovil a dál provozoval. V roce 1860 je majitelem hostince jeho syn Jan Kubr. Roku 1939 Kubrovi pro zpeněžení dobytka pronajali hospodářské budovy a část polí Zemědělskému svazu, který přestavěl stáje a přistavěl kanceláře. Kubrovi zde vedli hostinskou činnost až do roku 1949. Až do konce 50. let zde bydlela majitelka Albína Kubrová, pohostinství však provozovala Jednota Praha-západ. Po smrti majitelky byla roku 1961 usedlost vyvlastněna.
Roku 1974 byl hostinec zapsán jako kulturní památka, avšak v roce 1981 požádal ONV Praha 5 o upuštění od ochrany kvůli havarijnímu stavu objektu a roku 1983 byla ochrana zrušena. Při výstavbě sídliště a přestavbě křižovatky v roce 1985 byla budova zbořena. Zhruba na jejím místě nyní stojí kancelářská novostavba čp. 1110 (Jeremiášova 1110/21, Plzeňská 1110/303), kterou vlastní Stodůlská správa nemovitostí spol. s r.o.

## Popis
Na empírovou obytnou budovu s mělkým rizalitem v průčelí navazoval dvůr obklopený hospodářskými budovami při Plzeňské ulici.